# 1989 TT
1989 TT är en asteroid i huvudbältet som upptäcktes 1 oktober 1989 av den amerikanske astronomen Eleanor F. Helin vid Palomar-observatoriet.
Asteroiden har en diameter på ungefär 5 kilometer.